# Drymodes brunneopygia
L'usignolo di macchia meridionale (Drymodes brunneopygia Gould, 1841) è un uccello della famiglia dei Petroicidi originario dell'Australia meridionale.

## Descrizione
È un Petroicide dai colori poco vistosi e abbastanza grande: gli adulti misurano circa 22 cm di lunghezza, un terzo della quale è costituito dalle penne della coda. Il piumaggio è quasi tutto grigio, a eccezione della coda, di colore rosso spento, e di alcuni disegni bianchi e neri sulle ali. Ha zampe insolitamente lunghe per un Passeriforme, che vengono usate di frequente per saltellare tra la fitta brughiera che costituisce l'habitat in cui vive, ove va alla ricerca di insetti e altri piccoli invertebrati.

## Distribuzione e habitat
È endemico dell'Australia, e si incontra nel mallee e nelle brughiere delle regioni semiaride meridionali del continente, dal parco nazionale di Little Desert, a est, fino alle coste occidentali del continente, tra Kalbarri e il deserto dei Pinnacoli, attraverso tutta l'Australia Meridionale.

## Biologia
L'usignolo di macchia meridionale depone un unico uovo, cosa insolita per un Passeriforme, di colore grigio-verde, che si mimetizza alla perfezione tra le piante sclerofille circostanti. L'uovo viene deposto ogni anno, tra luglio e dicembre, in un nido di ramoscelli costruito sul terreno, e si schiude dopo un periodo di sedici giorni.